# دیموک (داکوتای جنوبی)
دیموک(به انگلیسی: Dimock) شهری در ایالت داکوتای جنوبی کشور ایالات متحده آمریکا است که جمعیت آن در سرشماری سال ۲۰۱۰ میلادی، ۱۲۵ نفر بوده‌است.